# Baeonectes improvisus
Baeonectes improvisus is een pissebed uit de familie Munnopsidae. De wetenschappelijke naam van de soort is voor het eerst geldig gepubliceerd in 1982 door Wilson.